# Vals rendiermos
Vals rendiermos (Cladonia rangiformis) is een korstmossoort uit de familie Cladoniaceae.

## Determinatie
Vals rendiermos is een struikvormig korstmos. Het primaire thallus bestaat uit kleine, bladachtige schubben (zogenaamde squamulae), maar kan ook ontbreken. De podetiën zijn dun, groengrijs en splitsen aan het einde vaak in tweeën splitsen. De uiteinden zijn bruin en spits. De takjes zijn gemarmerd en glad en bereiken een hoogte van ongeveer 5 cm. De oppervlakken kunnen overblijfselen van de primaire thallus dragen in de vorm van onregelmatig verdeelde schubben. De algencellen zien er groen gevlekt uit doordat de algencellen in groepen zijn verdeeld. Apotheciën of pycnidiën worden slechts zelden gevormd. Indien aanwezig zitten ze aan de uiteinden en zijn bruin van kleur.
Vals rendiermos heeft de volgende kenmerkende kleurreacties:	C–, K+ (bleek geel), KC-, P- of P+ (rood), UV-.

## Ecologie
Hij groei op voedselrijke en kalkrijke grond.

## Nederland
Vals rendiermos komt in Nederland vrij algemeen voor. Het is het meest algemene rendiermos in kalkrijke duinen, op of nabij op wit stuivend zand.